# Sulfid rtuťnatý
Sulfid rtuťnatý (HgS) je anorganická sloučenina.

## Struktura
HgS existuje ve dvou krystalických modifikacích:
- α modifikace (šesterečná) – je nejběžnější formou rtuti v přírodě, vyskytuje se jako minerál cinabarit (rumělka)
- β modifikace – v přírodě se vyskytuje mnohem méně

## Výroba a vlastnosti
Beta modifikace sulfidu rtuťnatého se vyrábí probubláváním sulfanu roztoky rtuťnatých solí a vylučuje se jako černý prášek. Tato modifikace nereaguje s žádnými koncentrovanými kyselinami.

## Použití
Alfa modifikace sulfidu rtutňatého se používá jako červený pigment známý jako rumělka, který ovšem tmavne, což je způsobeno přeměnou červené α modifikace na černou β modifikaci.

### Výroba rtuti
Kovová rtuť se vyrábí z HgS pražením na vzduchu a kondenzací par, při čemž se rozkládá:
2 HgS + 2 O2 → 2 Hg + 2 SO2.